# Justin Knapp
Pour les articles homonymes, voir Knapp.
Justin Anthony Knapp, né le 18 novembre 1982 à Indianapolis, est un wikipédien américain, connu pour être le premier à avoir effectué un million d'éditions (ou « modifications ») sur Wikipédia, en l'occurrence sur la Wikipédia en anglais.

## Biographie
Justin Knapp est diplômé de sciences politiques en 2006 et de philosophie en 2009 à l’université de l'Indiana (Indiana University – Purdue University Indianapolis ou IUPUI). Pendant ses études et jusqu'en 2012, Knapp a fait des « petits boulots » (tondeur de pelouses, livreur de pizzas, etc.). Ses études terminées, il s'est retrouvé au chômage,. Jusqu'à son record, il avait essayé d'utiliser ses activités sur Wikipédia pour trouver un emploi, mais sans succès.
Knapp, qui a toujours voulu protéger sa vie privée, ne souhaitait pas avoir un article sur lui sur le site qui l’a rendu célèbre, même s'il fut créé en septembre 2012.

## Collaboration à Wikipédia
En octobre 2015, Justin Knapp avait collaboré à plus de 30 % des articles publiés sur la version anglaise du site depuis sa création. Il a contribué anonymement à Wikipédia dès fin 2004 puis sous le nom d’utilisateur Koavf depuis le 6 mars 2005. C’est Jimmy Wales, le créateur de Wikipédia, qui a annoncé le record de Knapp sur sa page de discussion le 18 avril 2012. Jimmy Wales a aussi décidé que le 20 avril serait désormais le « Jour Justin Knapp ». Son plus proche concurrent était Richard Farmbrough qui, début janvier 2013, a lui aussi dépassé le million de contributions. 
On estime qu’il a produit une moyenne de 385 modifications par jour, soit approximativement quatre minutes par modification,. 
Il a déclaré contribuer à Wikipédia non seulement parce que c’est un loisir et que « c'est ce qui arrive quand on devient brutalement et involontairement chômeur, », mais, plus encore, parce que c’est une façon d’exprimer les valeurs auxquelles il croit : la liberté, l’éducation gratuite, l’égalitarisme, le partage et l’esprit communautaire. Valeurs qu'il pense être partagées par les autres contributeurs de Wikipédia.
Ses contributions concernent surtout la politique, la philosophie, la religion et la culture. Il est, entre autres, l’auteur principal d'une bibliographie détaillée de George Orwell, article dont il se dit être très fier,.
En novembre 2015, il n'est plus que le deuxième contributeur avec le plus de modifications sur Wikipédia en anglais, se faisant doubler de peu par Ser Amantio di Nicolao.